# Jānis Lencmanis

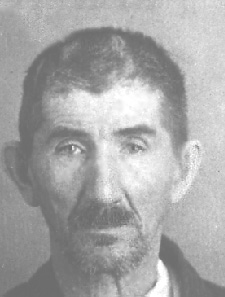
Po aresztowaniu przez NKWD w 1937

Jānis Lencmanis ps. Ķencis, ros. Ян Давидович Ленцман, Jan Dawidowicz Lencman (ur. 17 listopada?/29 listopada 1881 w wołosti grünhofskiej ujezdu mitawskiego guberni kurlandzkiej, zm. 7 marca 1939 w Moskwie) – Łotysz, działacz socjaldemokratyczny i komunistyczny, szef Zarządu Rejestracyjnego (Registrupru) – wywiadu Armii Czerwonej (1920–1921).

## Życiorys
Urodził się w rodzinie robotnika rolnego. Był robotnikiem, w 1899 wstąpił do partii bolszewików, brał aktywny udział w rewolucji 1905–1907, był członkiem Komitetu Centralnego Socjal-Demokracji Kraju Łotewskiego, wielokrotnie aresztowany i zsyłany. Był delegatem na kilka zjazdów SDKŁ i na V Zjazd Socjaldemokratycznej Partii Robotniczej Rosji. Pracował w Baku i w Rydze.
Po rewolucji październikowej został członkiem Wszechrosyjskiego Centralnego Komitetu Wykonawczego. Był przewodniczącym jarosławskiego gubernialnego Wojskowego Komitetu Rewolucyjnego w lipcu 1918 po zdławieniu powstania jarosławskiego. Od stycznia 1919 był zastępcą przewodniczącego Rady Komisarzy Ludowych i komisarzem ludowym spraw wewnętrznych Łotewskiej SRR. W 1919 był członkiem Wojskowej Rady Rewolucyjnej i szefem Wydziału Politycznego 15 Armii.
Od sierpnia 1920 do kwietnia 1921 był szefem Registrupru – wywiadu Armii Czerwonej.
Od kwietnia 1921 do 1924 szef piotrogrodzkiego portu handlowego, 1924-25 wiceprezes zarządu Kolei Wschodniochińskiej (KWŻD), od 1925 do 1931 prezes zarządu Sowftorgfłota. Pracował w sekcji łotewskiej Kominternu.
W okresie „wielkiej czystki” 24 listopada 1937 aresztowany przez NKWD pod zarzutem prowokatorskiej działalności szpiegowskiej, udziału w organizacji kontrrewolucyjnej i przygotowywania zamachu terrorystycznego, był wówczas szefem połączonej grupy wydziału kadr budowy Pałacu Rad. 7 marca 1939 skazany przez Kolegium Wojskowe Sądu Najwyższego ZSRR na karę śmierci. Rozstrzelany tego samego dnia. Ciało skremowano w krematorium na Cmentarzu Dońskim, prochy pochowano anonimowo.
Zrehabilitowany 24 marca 1956 przez Kolegium Wojskowe SN ZSRR.
Odznaczony Orderem Czerwonego Sztandaru (1928).